# Hrabstwo Cornwall
Hrabstwo Cornwall (ang. Cornwall County) – jedno z trzech hrabstw Jamajki. Jego siedzibą jest Savanna-la-Mar.
Zostało założone w 1758 roku przez władze kolonialne. Jego powierzchnia wynosi 3939,3 km². Jest najbardziej na zachód wysuniętym hrabstwem kraju. Od północy, zachodu i południa oblewają je wody Morza Karaibskiego; od wschodu graniczy natomiast z hrabstwem Middlesex. W jego skład wchodzi 5 parafii (ang. parishes): Hanover, Saint Elizabeth, Saint James, Trelawny i Westmoreland.